# Загреб (кінотеатр, Київ)
Кінотеатр «Загреб» — колишній комунальний кінотеатр в центрі Києва, розташований на вулиці Голосіївський проспект, 116. Перебуває на балансі КП «Київкінофільм» на праві господарського відання та не включений до Програми приватизації комунального майна територіальної громади міста Києва.

## Історія
Збудований у 1989 році. Займає площу 2,5 тис. кв. м. Кінотеатр не використовується з 2018 року через незадовільний стан конструкцій, інженерних мереж та внутрішнього облаштування. За іншими даними кінотеатр «Загреб» не працює з 2006 року після виходу з ладу протипожежної системи.
Київрада на засіданні 23 вересня 2021 року проголосувала за знесення кінотеатру «Загреб». За попередніми передпроєктними пропозиціями, на земельній ділянці з'явиться новий кінотеатр або інші комунальні об'єкти сфери культури, паркінг та орендні приміщення.

## Галерея

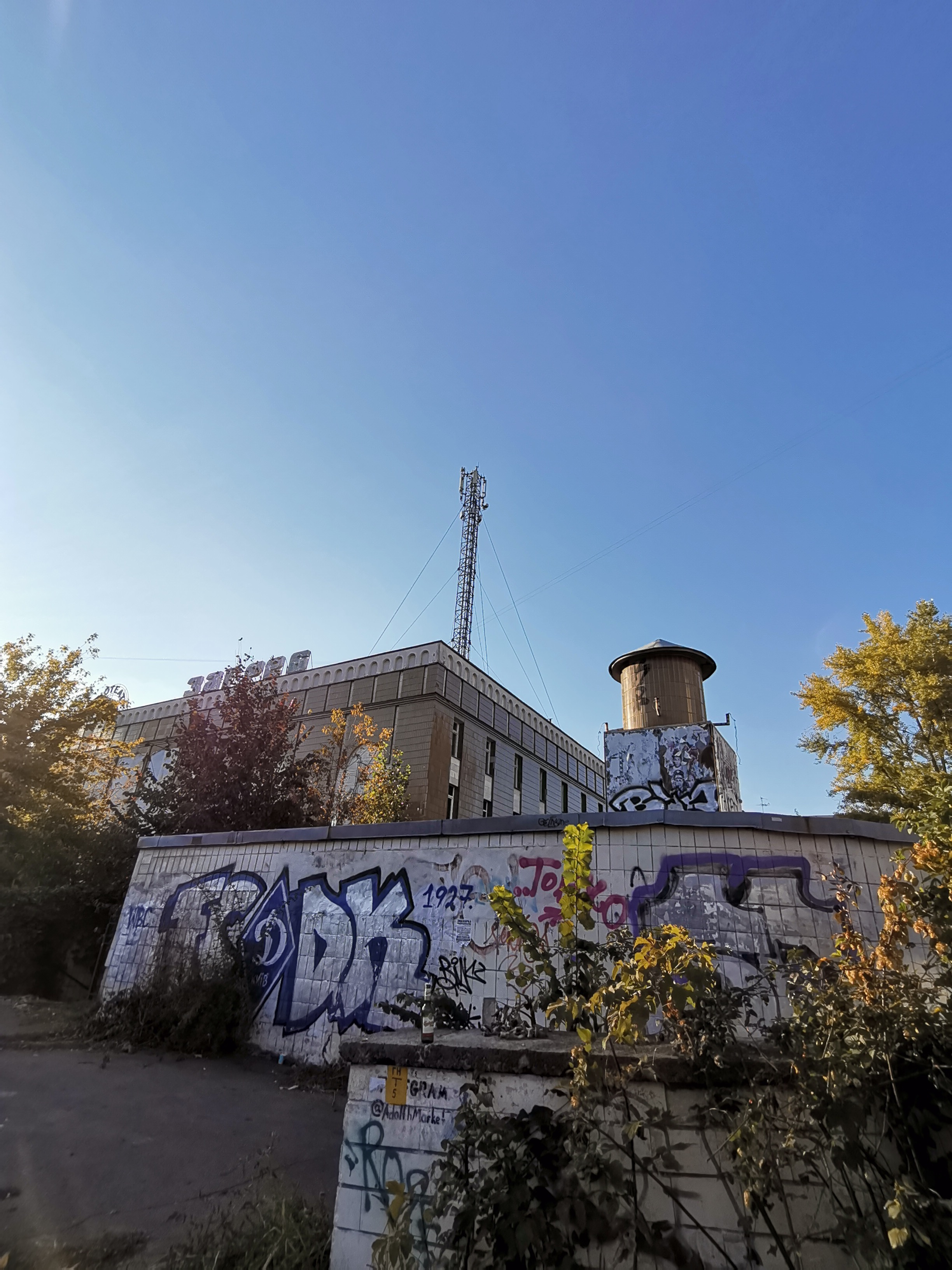
Вид кінотеатру з боку пандусу